# Deutscher Beton- und Bautechnik-Verein
Der Deutsche Beton- und Bautechnik-Verein e. V. (DBV) ist ein eingetragener gemeinnütziger deutscher technisch-wissenschaftlicher Verein mit Sitz in Berlin. Zweck des Vereins ist die Förderung von Wissenschaft und Forschung auf dem Gebiet des Bauwesens. Der DBV wurde am 5. Dezember 1898 in Berlin als Deutscher Beton-Verein e. V. gegründet. Zu den Gründungsmitgliedern gehörten z. B. Hartwig Hüser, Albert Eduard Toepffer und Conrad Freytag. Seit 1999 trägt er den aktuellen Vereinsnamen.

## Satzungszweck und Tätigkeitsfelder
Der Zweck wird gemäß der Satzung des DBV verwirklicht insbesondere durch die wissenschaftliche Weiterentwicklung der technischen Grundlagen des Betonbaus (Beton, Stahlbeton, Spannbeton) sowie der Bautechnik.
Der DBV fördert fremde Forschungsvorhaben und führt eigene durch. Die Erkenntnisse aus Forschungsvorhaben bringt er in die Bearbeitung von Regelwerken sowie nationalen und internationalen Vorschriften ein. Der DBV ist Mitglied der AiF und des DAfStb.
Zudem führt er wissenschaftliche Vortragsveranstaltungen zur Verbreitung der Ergebnisse von Forschung und anderer Arbeiten des Vereins in der Fachöffentlichkeit und beim beruflichen Nachwuchs durch, z. B. den Deutschen Bautechnik-Tag.
Eine weitere Aufgabe des DBV besteht in der Ausarbeitung und Fortschreibung der Schriftenreihe des Vereins sowie anderer wissenschaftlicher Werke und Veröffentlichungen, die als wissenschaftliche Sammlung die bei der Vereinstätigkeit gewonnenen Ergebnisse der Allgemeinheit für die praktische Anwendung zur Verfügung stellt. Hierzu gehören die DBV-Merkblattsammlung (z. B. zum Thema Sichtbeton) und die Heft-Reihe des Vereins.
Der DBV arbeitet mit anderen wissenschaftlichen Vereinen und Organisationen im In- und Ausland zusammen und tauscht die Ergebnisse seiner Arbeiten mit anderen Verbänden und Organisationen zur umfassenden Information der Allgemeinheit aus.
Derzeit beschäftigt sich der DBV neben der Forschung und dem Wissenstransfer im Bauwesen insbesondere mit den folgenden Themen:
- Normungsarbeit und praxisgerechte Verbesserung von Baunormen
- Reform des Bauordnungsrechts und Konsequenzen für Bauunternehmen und Planer
- Kommunikation entlang der Qualitätskette im Betonbau
- Wasserundurchlässige Konstruktionen aus Beton (WU-Betonbauwerke)
- Parkhäuser und Tiefgaragen
- Instandhaltung und Instandsetzung von Betonbauteilen
- Rückbau von Betonbrücken
- Brückenmonitoring
- Lean Construction im Betonbau
- WU-Betonkonstruktion mit Frischbetonverbundsystemen

## Bauberatung und Streitlösungsverfahren
Der DBV bietet eine technische regionale Bauberatung und Regelungen zu außergerichtlichen Streitlösungsverfahren in Form der Streitlösungsordnung für das Bauwesen (SL Bau) an. Die SL Bau hat der DBV zusammen mit der Deutschen Gesellschaft für Baurecht e. V. erarbeitet.

## Emil-Mörsch-Denkmünze
Der DBV stiftet seit 1938 im Turnus von zwei Jahren die Emil-Mörsch-Denkmünze zur Ehrung von Persönlichkeiten, die sich durch besondere Leistungen auf dem Gebiet des Betonbaus ausgezeichnet und diese Bauart gefördert haben.

## Rüsch-Forschungspreis und Innovationspreis Bautechnik
Neben der Emil-Mörsch-Denkmünze verleiht der DBV den Rüsch-Forschungspreis und den Innovationspreis Bautechnik. Der Rüsch-Forschungspreis wird seit 1983 zum Andenken an Hubert Rüsch jeweils auf dem Deutschen Bautechnik-Tag an einen jungen Forscher für eine Arbeit auf dem Gebiet des Betonbaus verliehen, die in dessen ersten sieben Berufsjahren entstanden ist.
| Name                        | Jahr | Thema |
| --------------------------- | ---- | --- |
| Georgios Gaganelis          | 2021 | Ultra-light Hybrid Concrete-Steel Beams |
| Daniel Weger                | 2021 | Additive Fertigung von Betonstrukturen mit der Selective Paste Intrusion – SPI |
| Martin Claßen               | 2019 | Zum Trag- und Verformungsverhalten von Verbundträgern mit Verbunddübelleisten und großen Stegöffnungen |
| Fernando Acosta Urrea       | 2019 | Influence of elevated temperatures up to 100 °C on the mechanical properties of concrete |
| Doris Strehlein             | 2015 | Fleckige Dunkelverfärbungen an Sichtbetonoberflächen Charakterisierung – Entstehung – Vermeidung |
| Frederik Teworte            | 2015 | Zum Querkrafttragverhalten von Spannbetonträgern unter Ermüdungsbeanspruchung |
| Michael Horstmann           | 2013 | Zum Tragverhalten von Sandwichkonstruktionen aus textilbewehrtem Beton |
| Kerstin Speck               | 2009 | Beton unter mehraxialer Beanspruchung |
| Gerhard Matthias Zehetmaier | 2007 | Zusammenwirken einbetonierter Bewehrung mit Klebearmierung bei verstärkten Betonteilen |
| Udo Wiens                   | 2005 | Zur Wirkung von Steinkohlenflugasche auf die chloridinduzierte Korrosion von Stahl in Beton |
| Michael Blaschko            | 2003 | Zum Tragverhalten von Bauteilen mit in Schlitze eingeklebten CFK-Lamellen |
| Christoph Gehlen            | 2001 | Probabilistische Lebensdauerbemessung von Stahlbetonbauwerken – Zuverlässigkeitsbetrachtungen zur wirksamen Vermeidung von Bewehrungskorrosion                                                                   |
| Jürgen Ockert               | 1999 | Ein Stoffgesetz für die Schockwellenausbreitung im Beton |
| Rainer Grimm                | 1997 | Einfluss bruchmechanischer Kenngrößen auf das Biege- und Schubtragverhalten hochfester Betone |
| Carola Edvardsen            | 1995 | Wasserdurchlässigkeit und Selbstheilung von Trennrissen in Beton |
| Gerd Remmel                 | 1993 | Zum Zug- und Schubtragverhalten von Bauteilen aus hochfestem Beton |
| Lothar Stempniewski         | 1991 | Flüssigkeitsgefüllte Stahlbetonbehälter unter Erdbebeneinwirkung |
| Werner Sobek                | 1989 | Auf pneumatisch gestützten Schalungen hergestellte Betonschalen |
| Reinmund Steberl            | 1987 | Nichtlineare dynamische Berechnung stoßartig beanspruchter Stahlbetonbauteile bis zum Erreichen der kinetischen Grenztragfähigkeit mit endochronen Werkstoffansätzen unter Einbeziehung des Strain-Rate-Effektes |
| Atilla Ötes                 | 1985 | Zur werkstoffgerechten Berechnung der Erdbebenbeanspruchung in Stahlbetontragwerken |
| Udo Kraemer                 | 1983 | Zur Zuverlässigkeit statisch bestimmt und unbestimmt gelagerter Stahlbeton- und Spannbetonträger |

## Mitgliederstruktur
Der DBV hat rund 500 Mitglieder (2019) wie Firmen, Ingenieurbüros, öffentliche und private Auftraggeber, Verwaltungen, wissenschaftliche Institutionen. Der Verein hat „Beratende Mitglieder“ und Ehrenmitglieder.

## Vorsitzende und Geschäftsführung
Vorsitzender des DBV ist derzeit Matthias Jacob (seit März 2019). Frühere Vorsitzende waren in der Gründungsphase bis zum Zweiten Weltkrieg zunächst Hartwig Hüser (gewählt: 1898), dann Eugen Dyckerhoff (1899) sowie später Alfred Hüser (1911) und Walter Nakonz (1937). Bei Wiedergründung im Jahr 1947 nach dem Zweiten Weltkrieg übernahm Hans Minetti den Vorsitz, den er bis 1973 innehatte. Es folgten Georg Lücking bis 1985, Hans Wittfoht bis 1989 und Hans Luber bis 1999. In der jüngeren Vergangenheit waren u. a. Klaus Pöllath (2011 bis 2019), Manfred Nußbaumer (2007 bis 2011), Klaus-Dieter Ehlers (2003 bis 2007) und Dieter Rappert (1999 bis 2003) Vorsitzende des DBV.
Wilhelm Petry war der erste hauptamtliche Geschäftsführer (1911 bis 1936), danach übernahm Erich Bornemann die Geschäftsführung. Peter Misch wurde 1966, Manfred Stiller 1978 und Hans-Ulrich Litzner 1995 Hauptgeschäftsführer.  Derzeit liegt die Geschäftsführung in den Händen von Lars Meyer (seit 2007).

## Sitz der Geschäftsstelle
Der Sitz der Geschäftsstelle hat seit der Gründung mehrfach gewechselt:
- 1898–1900 Geschäftsstelle in Berlin (in den Räumen der Tonindustrie-Zeitung)
- 1900–1911 Geschäftsstelle in (Wiesbaden-)Biebrich beim Unternehmen Dyckerhoff & Widmann
- 1911–1936 Geschäftsstelle in Oberkassel bei Bonn (in verschiedenen Räumlichkeiten)
- 1936–1945 Geschäftsstelle in Berlin (1936–1939 Großadmiral-von-Koester-Ufer 43, dann Schmargendorfer Straße 25 A in Friedenau)
- 1947–1948 Geschäftsstelle in Hamburg (Mönckebergstraße 11, bei der Allgemeinen Baugesellschaft Lenz & Co.)
- 1948–1999 Geschäftsstelle in Wiesbaden (verschiedene Räumlichkeiten, zuletzt Bahnhofstraße 61)
- seit 1999 Geschäftsstelle in Berlin (beim Bauindustrie, Kurfürstenstraße 129 in Schöneberg)

## Geschichte des DBV
Die Geschichte des DBV in der Zeit von 1898 bis 1998 wurde anlässlich des 100-jährigen Bestehens umfassend beschrieben. Sie lässt sich in verschiedene Zeiträume gliedern:

### Von der Gründung bis zum Ende des Ersten Weltkriegs
Nach der Gründung des DBV am 5. Dezember 1898 in Berlin und der Übernahme des Vorsitzes vom kurz nach der Gründung verstorbenen Gründer und ersten Vorsitzenden des Deutschen Beton-Vereins Hartwig Hüser setzte sich Eugen Dyckerhoff (Unternehmer in Firma Dyckerhoff & Widmann, Betonwerk und Bauunternehmung in Biebrich) als neuer und damit zweiter Vorsitzender des DBV ab 1899 intensiv für klare Qualitätsmaßstäbe für Beton ein.
In der Folge gab der DBV 1904 „Vorläufige Leitsätze für die Vorbereitung, Ausführung und Prüfung von Eisenbetonbauten“ heraus und stellte 1905 gemeinsam mit Vertretern des Verbands Deutscher Architekten- und Ingenieur-Vereine (VDAI) beim Reichskanzler den Antrag, einen Ausschuss für das Deutsche Reich einzusetzen für die Prüfung des Eisenbetons sowie die Aufstellung von Vorschriften für die Eisenbetonbauweise.
Am 8. Januar 1907 erfolgte daraufhin die Gründung des Deutschen Ausschusses für Eisenbeton (seit 1941 Deutscher Ausschuss für Stahlbeton (DAfStb)), in dem alle deutschen Länder und alle interessierten Kreise, Wissenschaft, Industrie, Ingenieurvereine und die Bauverwaltung vertreten sind. Das Ziel war die Erarbeitung einheitlicher Vorschriften über die Ausführung von Beton- und Stahlbetonbauten für ganz Deutschland.
Im Jahr 1908 erfolgte eine neue Definition der ordentlichen Mitgliedschaft im DBV und die Gründung der Wirtschaftlichen Kommission des DBV, die 1910 umbenannt wurde in Wirtschaftlicher Ausschuss. Dieser veranlasste 1911 die Gründung des Betonbau-Arbeitgeberverbands und 1917 die des Zementverbraucher-Verbands. Gemeinsam mit dem Betonbau-Arbeitgeberverband wurde 1918 der Betonwirtschaftsverband gegründet.
Im Jahr 1909 wurde die DBV-Schiedsgerichtsordnung verabschiedet, in der erstmals für Deutschland ein außergerichtliches Streitbeilegungsverfahren für den Bau veröffentlicht wurde.

### Von 1919 bis 1932
Im Jahr 1927 erfolgte die Bildung einer „Gruppe Österreich“ des Deutschen Beton-Vereins (mit Sitz im DBV-Vorstand), und es wurden „Vorläufige Leitsätze für die Baukontrolle“ verabschiedet. Auf Grundlage eines Beschlusses der DBV-Hauptversammlung verpflichteten sich die Mitglieder des DBV schriftlich gegenüber dem Verein, bei ihren Bauausführungen die vom Verein vorgeschriebenen Baukontrollversuche durchzuführen und sich auch einer Nachprüfung durch den Verein zu unterwerfen.

### Der DBV in der Zeit des Nationalsozialismus bis zum Ende des Zweiten Weltkriegs
Im Jahr 1936 wurde eine DBV-Bauberatung der Reichsbahn- und Reichsautobahn-Baustellen in Sachsen eingerichtet. In der Folge vertrieb der Verein ab 1938 „DBV-Prüfkisten für die Prüfung des Betons und seiner Bestandteile“ und erhielt den Auftrag der Wirtschaftsgruppe Bauindustrie, Bauberatungen in möglichst vielen Bezirken einzurichten. Bereits 1939 bestanden Bauberatungen in Augsburg, Berlin, Breslau, Stettin und Wien.
Der DBV wurde 1938 als technisch-wissenschaftlicher Verband dem Nationalsozialistischen Bund Deutscher Technik (NSBDT) eingegliedert, aber nicht aufgelöst. Der DBV übernahm später auch die Geschäftsführung des „Arbeitskreises Betonbau der Fachgruppe Bauwesen im NSBDT“. Die Eingliederung hatte u. a. zur Folge, dass für die Besetzung der Ämter des DBV-Vorsitzenden und seiner Stellvertreter, für die Benennung des DBV-Geschäftsführers und für die Ernennung von Ehrenmitgliedern des DBV und für sonstige persönliche Ehrungen die Zustimmung des Hauptamts für Technik in der NSDAP erforderlich war. Themen, mit denen sich der Verein befasste und bei denen er seine Expertise einbrachte, waren der Luftschutz und der „Bau von Befestigungsanlagen“. Aber auch zivile Themen, wie die „Ausführung von Betonfundamenten und Kellerwänden aus Beton für Wohnhäuser“, wurden bearbeitet, und es existierten Ausschüsse zu Themen wie „Betonfestigkeit im Bauwerk“, „Rüttelbeton“, „Öldichtigkeit des Betons“ sowie zur Fortschreibung der Vorschriften des DAfStb in der Reihe DIN 1045 „Bestimmungen für die Ausführung von Bauwerken aus Eisenbeton“ („Teil A“), DIN 1046 „Bestimmungen für die Ausführung von Stahlsteindecken“ („Teil B“), DIN 1047 „Bestimmungen für die Ausführung von Bauwerken aus Beton“ („Teil C“), DIN 1048 „Bestimmungen für Betonprüfungen bei Ausführung von Bauwerken aus Beton“ („Teil D“).
Erstmals erkennbare Auswirkungen des Zweiten Weltkriegs wurden im Jahresbericht des Vorstands 1941/1942 berichtet. So fiel der Bericht deutlich kürzer aus und konnte auch nicht auf die verschiedenen Tätigkeiten des Vereins eingehen. Im Jahresbericht für die Zeit 1943/1944 wurde über die Bildung von Ausschüssen für „Bombenschäden an Stahlbetonbauten“ berichtet, die zwischenzeitlich in etwa 40 Städten in Deutschland bestanden. Beraten wurde dort, wie die durch Bombentreffer entstehende Schäden an Gebäuden durch bauliche Maßnahmen begrenzt werden konnten.
Nach dem 8. Mai 1945 konnte auch der Deutsche Beton-Verein seine Tätigkeit als für ganz Deutschland aktiver Verein nicht fortsetzen. Zwar war die Geschäftsstelle in Berlin durch die Kriegsereignisse kaum beeinträchtigt worden, so dass zunächst die Bücherei und sonstige Arbeitsmittel erhalten geblieben waren, jedoch kam es in der unmittelbaren Zeit nach Kriegsende dennoch zu Schäden und Verlusten.

### Wiedergründung des DBV in den Nachkriegsjahren
Die politischen Verhältnisse durch die Teilung Deutschlands in vier Besatzungszonen machten eine Wiederaufnahme der Tätigkeit des DBV in der alten Form als einheitlicher Verein für alle Besatzungszonen unmöglich, und so erfolgte die Wiedergründung des DBV am 3. September 1947 in Hannover, nachdem der letzte Vorsitzende des DBV vor Kriegsende, Walter Nakonz, im Einvernehmen mit früheren Mitgliedern im Februar 1946 bei der britischen Militärregierung den Antrag auf Zulassung der Neugründung für die britische Zone gestellt hatte. Einige Tage später, nämlich am 28. September 1947, erfolgte die Neugründung des Beton-Vereins Berlin. Bereits ab 1948 wurden Wiedereinrichtung und Ausbau der DBV-Bauberatung vorangetrieben.
Im Jahr 1949 richtete der DBV die Forderung an den DAfStb, die Zahl der Normen und Richtlinien zu beschränken. Stattdessen wurden Merkblätter gewünscht, die keine zwingende Vorschrift darstellen und leichter an die technische Entwicklung anzupassen waren.
Die Entwicklung neuer Prüfkisten für die Baustellen zur Prüfung von Zement, Zuschlägen und Beton wurde 1950 abgeschlossen. Die Auslieferung begann im darauffolgenden Jahr.
Zum ersten Mal nach dem Krieg fand 1952 die DBV-Hauptversammlung wieder in Berlin statt. Im gleichen Jahr veröffentlichte der DBV seine „Erfahrungen aus der Bauberatung“ als Loseblattsammlung.
Nach der Gründung des Internationalen Spannbeton-Verbandes (FIP) in Cambridge im Jahr 1952 fand 1953 die erste Plenarversammlung des Europäischen Beton-Komitees (CEB) in Luxemburg statt. Die Aufnahme des DBV als Deutsche FIP-Gruppe erfolgte 1955 beim II. FIP-Kongress in Amsterdam.
Die erstmalige Verleihung des Dischinger-Preises erfolgte auf dem Deutschen Betontag 1955.
Mit der Gründung des DBV-Forschungsausschusses am 27. April 1956 etablierte der DBV eine Struktur, um sich stärker der Forschungsförderung zu widmen.
Als Weiterentwicklung bisheriger Prüfkisten wurden ab 1957 die ersten DBV-Klimakisten verkauft, und 1959 wurde eine neue Ausgabe der „Erfahrungen aus der Bauberatung“ als Buch veröffentlicht.

### Vom Wirtschaftswunder bis zur Wende
1960 wurde ein gemeinsamer Transportbeton-Ausschuss des DBV mit der Interessengemeinschaft Transportbeton gegründet und ein Entwurf für die „Vorläufige Richtlinie für die Herstellung und Lieferung von Transportbeton“ aufgestellt, der zur weiteren Bearbeitung dem DAfStb zugeleitet wurde. Im gleichen Jahr bewilligte der Forschungsausschuss die ersten drei DBV-Forschungsvorhaben.
Am 21. September 1965 wurde der Güteschutzverband Stahlbeton-Fertigteilbau (GSV-F) in Wiesbaden gemeinsam vom DBV und vom Hauptverband der Deutschen Bauindustrie gegründet. Zudem erfolgten 1967 Vorarbeiten zur künftigen Überwachung von Beton-B-II-Baustellen, die in einem Probelauf der Überwachung von Beton-B-II-Baustellen (B 450, B 600) in Bayern und Hessen durch die DBV-Bauberatung führten. In der Bundesrepublik Deutschland wurden pro Jahr 1.400 B-II-Baustellen erwartet, daher erfolgte am 8. Juli 1970 die Gründung des Güteschutzverbands Beton B-II-Baustellen (GÜB II). Eine „Mehrbereichsvereinbarung“ über die Zusammenarbeit der Beton-Güteschutzverbände wurde geschlossen, nachdem die Bildung einer einheitlichen Arbeitsgemeinschaft Güteschutz Beton nicht möglich war. Es folgte am 30. November 1972 der Beschluss der GSV-F-Mitgliederversammlung zur Auflösung des Güteschutzverbandes Stahlbeton-Fertigteilbau. Die Mitglieder konnten sich dem GÜB II oder den Landesgüteschutzverbänden des Bund Güteschutz Beton (BGB) anschließen.
1972 wurden neue Prüfgeräte-Schränke anstelle der bisherigen Prüfkisten entwickelt, von denen der DBV in den 20 Jahren zuvor ca. 8.500 Stück abgesetzt hatte.
Im Jahr 1973 erschien der Jubiläumsband „Welt des Betons“ aus Anlass des 75-jährigen Bestehens des DBV.
1974 wurde die gemeinsam mit der Deutschen Gesellschaft für Baurecht erarbeitete neue Fassung der Schiedsgerichtsordnung verabschiedet.
Die europäischen Betonvereine (u. a. der DBV) führten 1980 in Brüssel ein Gespräch mit der EG-Kommission über Bauvorschriften und setzen sich für den künftigen Eurocode 2 als Norm ein.
Im „Seeheimer Gespräch“ am 4. Juli 1983 zwischen Vorstandsmitgliedern, Vertretern der Hauptausschüsse und Beratenden Ingenieuren wurde gefordert, anstelle von Normen unverbindlichere Regelwerke zu erarbeiten, z. B. DBV-Merkblätter. In der Folge wurde 1983 die erste Ausgabe der DBV-Merkblatt-Sammlung veröffentlicht, der bis 1998 drei weitere Ausgaben folgten. Heute ist die Merkblattsammlung eine Zusammenstellung von ca. 35 Einzelmerkblättern.
Auf die Bitte des Deutschen Instituts für Bautechnik (DIBt), einen Lehrgang zu entwickeln, um Fachleuten für die Verwendung von Kunststoffen im Betonbau die hierfür notwendigen Kenntnisse und Fertigkeiten zu vermitteln, setzte der DBV am 5. Februar 1985 den Ausbildungsbeirat „Verarbeiten von Kunststoffen im Betonbau“ beim DBV ein, der seit 2009 Ausbildungsbeirat „Schutz und Instandsetzung im Betonbau“ heißt.
In der Konsequenz wurde am 1. November 1985 auf Initiative des DBV auch die Gütegemeinschaft Erhaltung von Bauwerken (GEB) gegründet. Die GEB führte 1986 Verhandlungen mit anderen Gütegemeinschaften der Betonerhaltung zur Gründung einer Bundesgütegemeinschaft Betonerhaltung, deren Gründung am 27. März 1987 erfolgte. Die Geschäftsführung lag beim DBV, jedoch schied die GEB zum 31. Dezember 1988 auf Beschluss der GEB-Mitgliederversammlung am 29. Juni 1988 wieder aus, und der DBV gab die Geschäftsführung der Bundesgütegemeinschaft ab.

### Von der deutschen Wiedervereinigung bis zur Gegenwart
1990 wurde der DBV in den neuen Bundesländern tätig und richtete am 1. Juli 1990 eine Außenstelle für die DDR in Dresden ein. Zudem wurden Arbeitstagungen in der DDR organisiert.
Die Auflösung des Beton-Vereins Berlin erfolgte am 30. Juni 1991, und im gleichen Jahr wurden zwei neue Bauberatungsgebiete (Ost und Südost) eingerichtet.
Am 20. April 1994 fand erstmals seit der Wiedervereinigung eine Vorstandssitzung in Dresden statt, an der auch der damalige sächsische Ministerpräsident Kurt Biedenkopf teilnahm.
Am 17. März 1995 erfolgte auf Initiative des DBV die Gründung des Verbunds Europäischer Betonvereine (European Concrete Societies Network, ECSN) in Wiesbaden.
Als Ergebnis eines Gesprächs beim DBV am 13. Oktober 1995 wurden Forschungsvorhaben „Textilbewehrter Beton“ eingeleitet.
1999 erfolgte die Namenserweiterung in Deutscher Beton- und Bautechnik-Verein e. V. und der Umzug der Geschäftsstelle von Wiesbaden nach Berlin.